# Christophe Lepoint
Christophe Lepoint (Bruxelles, 24 ottobre 1984) è un ex calciatore belga, di ruolo centrocampista.

## Caratteristiche tecniche
Ricopre il ruolo di centrocampista offensivo.

## Carriera
Ha iniziato nelle giovanili dell'Anderlecht per poi trasferirsi in Germania nel Monaco 1860.
Nel 2005 si è trasferito nei Paesi Bassi nel Willem II e poi in Turchia nel Gençlerbirliği.
Nel 2006 è ritornato in Belgio: le sue prestazioni nel Tubize e soprattutto nel Mouscron hanno attirato l'interesse del Gent.
Il 23 gennaio 2009 ha firmato un quadriennale proprio con il Gent; il trasferimento è divenuto effettivo il 1º luglio 2009.

## Palmares

### Club

#### Competizioni nazionali
- Coupe de Belgique: 1

Zulte Waregem: 2016-2017